# Valley Head
Valley Head è un comune degli Stati Uniti d'America situato nella contea di DeKalb dello Stato dell'Alabama.